# Tarczyk łopianowy
Tarczyk łopianowy (Cassida vibex) – gatunek chrząszcza z rodziny stonkowatych i podrodziny tarczykowatych. Zamieszkuje Eurazję, od Półwyspu Iberyjskiego po wschodnią Syberię i Chiny. Żeruje na różnych przedstawicielach astrowatych.

## Taksonomia
Gatunek ten opisany został po raz pierwszy w 1767 roku przez Karola Linneusza.

## Morfologia

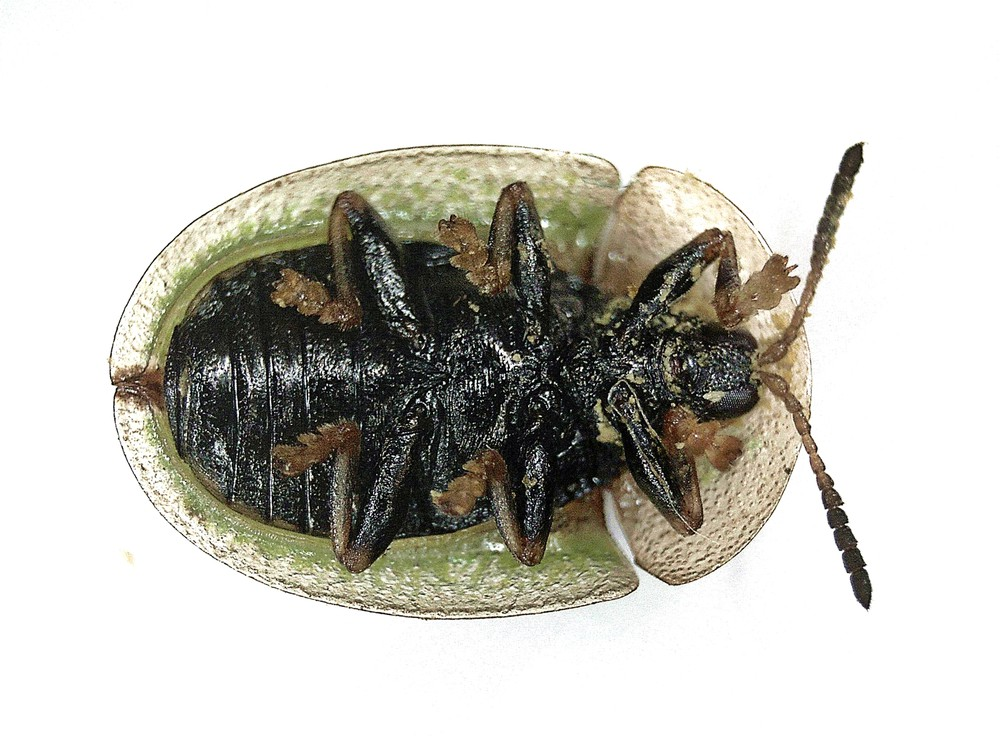
Widok od spodu; widoczne ubarwienie odnóży odróżniające od C. pannonica

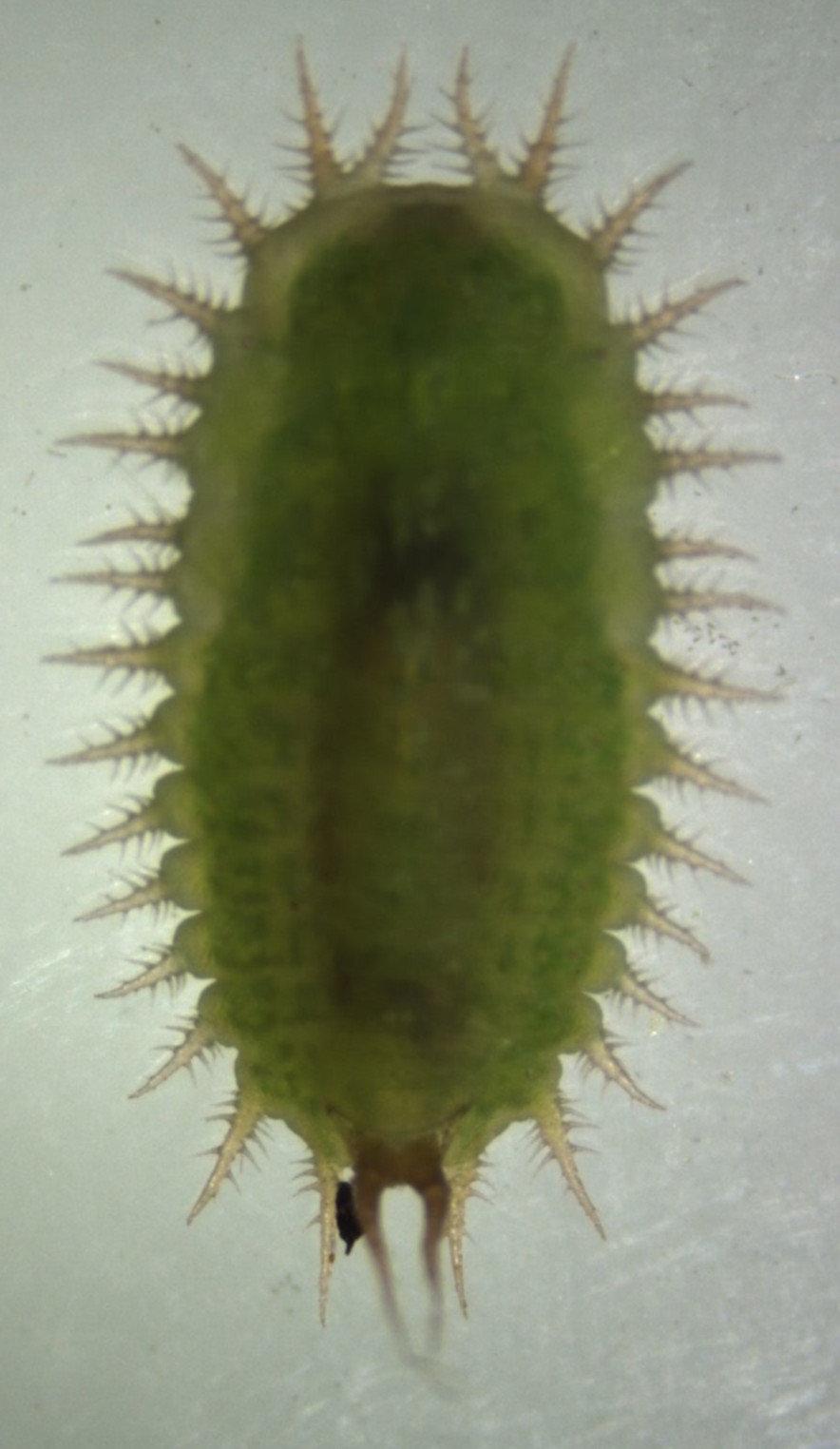
Larwa

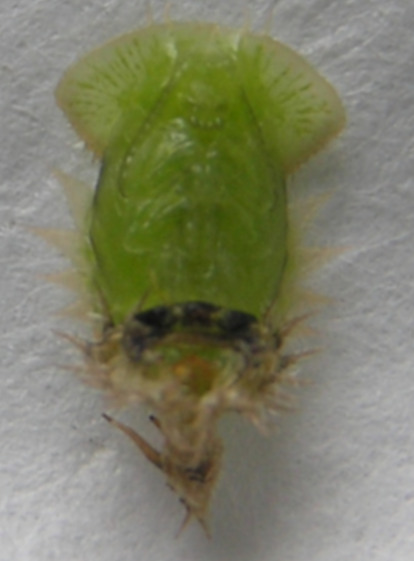
Poczwarka

Chrząszcz o ciele długości od 5,5 do 7 mm. Grzbietowa strona ciała ma tło zielone lub żółtawe, przeciętnie ciemniejsze i słabiej połyskujące niż u bardzo podobnego C. pannonica. Na przedpleczu najczęściej obecny jest brunatnawy wzór złożony z trzech rozmytych plam lub smużek. Wzór na pokrywach jest brunatnoczerwony u żywych osobników, natomiast przechodzi w kolor brunatny lub czarniawy u martwych okazów wysuszonych; obejmuje on smugę wzdłuż szwu rozszerzającą się przy tarczce, a zwykle także parę drobnych plamek w pobliżu środka pokryw. Deseń jest zwykle bardziej rozległy niż u C. pannonica. Brzegi przedplecza i pokryw są rozpłaszczone. Na bocznych brzegach pokryw brak jest wałeczkowatych nabrzmiałości. W widoku bocznym wyraźnie widać na pokrywach krótkie, sterczące, niezbyt gęste owłosienie o białym kolorze. Odnóża są w większej części jasne, jednak uda są jasne tylko przy stawie kolanowym, a w pozostałej części czarne, co odróżnia tarczyka łopianowego od C. pannonica, u którego to uda są jasne z przyciemnionymi nasadami. Stopy mają rozchylone, pozbawione ząbków przy nasadach pazurki wystające poza wieńce szczecinek na trzecich członach.

## Ekologia i występowanie
Zarówno osobniki dorosłe jak i larwy tego tarczyka są fitofagami żerującymi na roślinach z rodziny astrowatych. Stwierdzono ich żerowanie na: chabrze driakiewniku, chabrze miękkowłosym, łopianie gajowym, łopianie mniejszym, łopianie pajęczynowatym, łopianie większym, oście nastroszonym, ostrożniu błotnym, ostrożniu lancetowatym, ostrożniu łąkowym, ostrożniu polnym, ostrożniu warzywnym i wrotyczu pospolitym.
Gatunek palearktyczny o rozsiedleniu euroazjatyckim. W Europie znany jest z  Hiszpanii, Wielkiej Brytanii, Francji, Monako, Belgii, Luksemburga, Holandii, Niemiec, Szwajcarii, Liechtensteinu, Austrii, Włoch, Słowenii, Danii, Szwecji, Norwegii, Finlandii, Estonii, Łotwy, Litwy, Polski, Czech, Słowacji, Węgier, Ukrainy, Rumunii, Bułgarii, Słowenii, Chorwacji, Bośni i Hercegowiny, Serbii, Czarnogóry, Albanii, Macedonii Północnej, Grecji, Rosji i Turcji. Jego północna granica zasięgu na tym kontynencie przebiega przez południową część Półwyspu Fennoskandzkiego i Karelię. W Azji znany jest z zachodniej i wschodniej Syberii, azjatyckiej części Turcji (prowincje Ankara, Antalya, Bartın, Bolu, Çankırı, Çorum, Isparta, İzmir, Kastamonu, Kayseri, Mersin, Nevşehir, Niğde oraz Samsun), Kazachstanu, Mongolii i Chin. W Polsce występuje w całym kraju oprócz wysokich partii gór.